# The Crüxshadows
The Crüxshadows [ˈkɹuːˌʃædoʊz] ist eine US-amerikanische Synth-Rock-Band aus Florida.

## Bandgeschichte
The Crüxshadows wurde 1992 von Rogue, Sean Flanagan und Tim Curry in Tallahassee gegründet. Ihr Debütalbum ... Night Crawls In wurde 1993 unter dem eigenen Label Black Widow Music auf Kassette veröffentlicht. 1996 erschien mit Telemetry of a Fallen Angel die erste CD. Auf ihr befindet sich mit Marilyn, My Bitterness eines der bekanntesten Stücke von The Crüxshadows. 1997 unterschrieb The Crüxshadows einen Vertrag mit Nesak International, noch im gleichen Jahr verließen sie das Label jedoch wieder und wechselten zu Dancing Ferret Discs. Kurz vor der Wiederveröffentlichung von Telemetry of a Fallen Angel im Jahr 1998 verließen Curry und Flanagan die Band.
Mit neuer Besetzung wurde 1998 das Album The Mystery of the Whisper, 1999 die EP Until the Voices Fade und 2000 die EP Paradox Addendum produziert. Das Stück Deception wurde im Jahr 1999 auf einer Kompilation zum Rollenspiel Vampire: Die Maskerade veröffentlicht. Ebenfalls im Jahr 2000 begann The Crüxshadows, sich aktiver mit dem europäischen, insbesondere dem deutschen Markt zu beschäftigen. So wurde Deception in einer deutschen Version mit dem Titel Täuschung veröffentlicht und eine erste Europa-Tournee durchgeführt. Im Jahr 2001 wurde eine Best-Of veröffentlicht, die in Europa den Titel Intercontinental Drift trug und in den Vereinigten Staaten Echoes and Artifacts hieß. Spätere Auflagen übernahmen den US-amerikanischen Titel.
Im Jahr 2002 erschien die EP Tears, die acht Wochen in den deutschen Alternative-Charts blieb und Platz 5 erreichte. Im gleichen Jahr wurde das Album Wishfire veröffentlicht, das in den DAC Platz 2 erreichte. 2003 erschien Ethernaut mit dem Lied Winter Born (This Sacrifice). Die CD Fortress in Flames von 2004 enthielt Remixe. Die Covergestaltung der Alben Ethernaut und Fortress in Flames übernahm Chad Michael Ward.
Mit Shadowbox wurde im Jahr 2005 die erste DVD veröffentlicht, die Aufnahmen vom Auftritt auf dem Wave-Gotik-Treffen 2004, mehrere Musikvideos und eine Dokumentation über die Band enthält. Darüber hinaus lag der DVD die EP Foreverlast bei. 2007 wurde das Album Dreamcypher veröffentlicht, dessen Songs Sophia und Birthday auch als Single erschienen. Im Sommer verließ Violinistin Rachel die Band.
Im Jahr 2008 verließen Gitarrist George Adam Bikos und Tänzerin Sarah Poulos die Band, um gemeinsam zu heiraten. Im gleichen Jahr heirateten auch Rogue und Tänzerin Jessica DuPont (geb. Lackey), die 2011 ein Kind zur Welt brachten. Die Besetzung wurde um Violinisten Johanna Moresco und David Wood und um Gitarristin Valerie Gentile, die 2009 von Cassandra Luger und 2010 von Mike Perez ersetzt wurde, erweitert.
2008, 2009 und 2011 wurden die Singles Immortal, Quicksilver und Valkyrie veröffentlicht, zu denen Musikvideos produziert wurden.
Im August 2012 erschien das Album As the Dark against my Halo im Rahmen einer Europatour. Nach der Dragon*Con 2012 verließ Jenne Vermes die Band; Jessica wechselte vom Tanzen zur Perkussion. Neue Tänzerinnen wurden 2012 bis 2015 Ally Knight und Stacia Hamilton, ab 2015 Suzy Specter und Brittney Newsom.

## Erfolg
Obwohl die Band aus den USA stammt, hat sie bisher vor allem in Europa, speziell in der Schwarzen Szene Deutschlands, ihren größten Erfolg. So spielte sie 2002, 2004, 2007 und 2014 auf dem Wave-Gotik-Treffen. 2003, 2005, 2007, 2009, 2013 und 2017 traten sie auf dem M’era Luna Festival auf, 2008 auf dem Blackfield Festival und 2010 sowie 2012 auf dem Amphi Festival. Auch ihren ersten Charterfolg hatte die Band in Deutschland.
Die Band ist bekannt für ausgiebige Touraktivitäten, sie spielt über 100 Konzerte pro Jahr vor bis zu 25.000 Zuschauern.
Der größte kommerzielle Erfolg für The Crüxshadows war die Single Sophia, die Platz 1 der US-amerikanischen Hot Dance Singles Sales-Charts erreichte. Auch bei den allgemeinen Single-Charts erreichte Sophia mit Platz 7 die Top Ten. Rogue sagte in einem Interview, dass die gute Chartplatzierung mit einem Auftritt auf der Dragon*Con zu tun habe.

## Stil
Stilistisch ist The Crüxshadows dem Rock- und Electro-Pop-Umfeld zuzuordnen, frühere Songs der Band tendierten vereinzelt in das Dark-Wave-Umfeld.
Die Kombination aus elektrischer Violine, E-Gitarre und Synthesizer mit Rogues Gesang ergeben den charakteristischen Klang der Crüxshadows.
Die komplexen Texte beziehen sich inhaltlich häufig auf die ägyptische und griechische Mythologie sowie auf christliche Themen.

## Diskografie

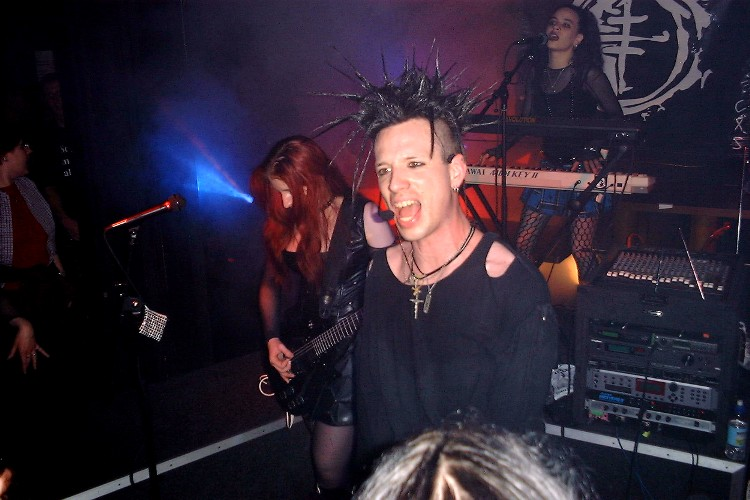
Rogue, Stacey Campbell (links) und Rachel McDonnell (im Hintergrund) bei einem Auftritt in Leverkusen 12. Juni 2002

### Alben
- 1993: ... Night Crawls In (ursprünglich nur MC; 2005 Re-Release auf CD)
- 1995: Telemetry of a Fallen Angel
- 1999: The Mystery of the Whisper
- 2002: Wishfire
- 2003: Ethernaut
- 2007: Dreamcypher
- 2012: As the Dark Against My Halo
- 2017: Astromythology

### Singles
- 2002: Tears
- 2003: Return (Coming Home) (nur auf „Vier Factor 1“ enthalten)
- 2006: Sophia
- 2007: Birthday
- 2008: Immortal
- 2009: Quicksilver
- 2011: Valkyrie
- 2016: Helios

### Sonstige Veröffentlichungen
- 1999: Until the Voices Fade... (EP)
- 2000: Paradox Addendum (EP)
- 2001: Echoes and Artifacts (ursprünglich Intercontinental Drift) (Kompilation)
- 2003: Frozen Embers (EP)
- 2004: Fortress in Flames (EP)
- 2005: Shadowbox mit Foreverlast (Live-DVD & EP)
- 2012: Foreverlast (EP, separate Veröffentlichung)
- 2013: December Lights (Merry Christmas Dear) (EP, nur digital)

### Musikvideos
- 1999: Deception
- 2002: Cruelty
- 2005: Dragonfly
- 2005: Edge of the World
- 2007: Birthday
- 2009: Immortal
- 2009: Quicksilver
- 2013: Valkyrie